# Diadasia ochracea
Diadasia ochracea är en biart som först beskrevs av Cockerell 1903.  Diadasia ochracea ingår i släktet Diadasia och familjen långtungebin. Inga underarter finns listade i Catalogue of Life.